# أبو قرن أبيض التاج
أبو قرن أبيض التاج (الاسم العلمي: Berenicornis comatus) هو نوع من فصيلة أبو قرن.